# فرانك ويليس
فرانك ويليس هو راكب الكنو كندي، ولد في 13 أكتوبر 1915، وتوفي في 2 نوفمبر 1991.

## وصلات خارجية
- فرانك ويليس على موقع أوليمبيديا (الإنجليزية)